# Пилос (остров)
Пилос (греч. Πύλος) — небольшой необитаемый остров у южной оконечности острова Сфактирия, у входа в бухту Наварин Ионического моря в Месинии, на юго-западном побережье полуострова Пелопоннес в Греции, к западу от города Пилос. Остров с сорокаметровыми отвесными берегами-утесами расположен напротив «Наваринского замка» — форта Неокастрон, «оседлавшего» мыс Наварин.
Турецкое название острова — Цихли-Баба (Τσιχλί Μπαμπά).
Бухта Наварин является местом решающего морского сражения в 1827 году, которое закрепило независимость Греции от Османской империи. На острове находится братская могила французов и памятник французским морякам, павшим в Наваринском сражении.
В 1873 году на острове был построен маяк, давший острову название Фанари (Φανάρι — «Маяк»).